# وینتربورن استیکلند
وینتربورن استیکلند (به انگلیسی: Winterborne Stickland) یک روستا و محله مدنی در بریتانیا است که در North Dorset واقع شده‌است. وینتربورن استیکلند ۵۲۰ نفر جمعیت دارد.